# Pineapple Support
Pineapple Support (em português: Suporte Abacaxi) é uma organização sem fins lucrativos americana que provê terapia grátis ou de baixo custo para atores, produtores ou outras pessoas que atuam na indústria de filmes adultos. Foi lançado em abril de 2018 pela atriz Leya Tanit após uma série de mortes que ocorreram na indústria entre o fim de 2017 e abril de 2018 devido a problemas de saúde mental ou vício em substâncias. Entre os mortos, está a atriz August Ames. Em seus dois primeiros anos de existência, a Pineapple Support proveu serviços como terapia, aconselhamento e suporte emocional para mais de mil pessoas que trabalham na indústria de filmes adultos.
A Pineapple Support leva os terapeutas anualmente para o AVN Award para prover sessões de introdução ao serviço grátis para trabalhadores do sexo. Em outubro de 2019, a organização lançou o primeiro serviço de saúde mental online especializado na indústria de filmes adultos. O serviço contava com mais de doze terapeutas. A Pineapple Support trabalha com mais de cem terapeutas ao redor do mundo e recebe doações de sites como Pornhub, xHamster, Kink.com e Chaturbate. De acordo com a Pineapple Support, a organização já ajudou mais de 5 mil indivíduos. Entre suas parcerias, está o Webinar de Prevenção ao Suicídio, hospedado pela Free Speech Coalition, e a Oficina de Ioga Restaurativo, hospedada pela XLoveCam.
Tanit escolheu o nome "pineapple" por ser uma palavra de segurança comum na comunidade BDSM, já que ela queria que a organização fosse uma "palavra de segurança para os atores".